# 陈再藩
陈再藩（Tan Chai Puan，1953年7月24日—），笔名小曼，马来西亚第二代潮籍华人、詩人和中华文化创作者，祖籍广东潮安浮洋镇花宫村，擅于策划大型文化节庆项目。 中学毕业于柔佛新山宽柔中学，大学毕业自新加坡南洋大学工商管理系，之后长期任职于日本出光石油化学集团，现为南方大學學院策略发展处处长。

## 文化及艺术成就
文字创作
- 现代诗诗集《小曼诗藏》
- 现代诗诗集《茧》
- 文化评论结集《文化第一方程式》, ISBN 9789832385639
- 联合早报《两岸灯火》专栏作者
- 南洋商报《再翻红尘》专栏作者

表演创作
- 1988年，与陈徽崇共同创作《二十四节令鼓》，2009年登录为“马来西亚非物质文化遗产”[5]
- 2000年，策划及创作新山大型史诗歌舞剧《南方之路》[6]
- 2002年，策划《三月初三锣鼓响》潮州乡音民俗庙会，现在发展成为常年的“潮州乡音文化节”[7]